# Stomozoidae
Stomozoidae zijn een familie van zakpijpen (Ascidiacea) uit de orde van de Aplousobranchia.

## Geslachten
- Stomozoa Kott, 1957